# La mujer insecto
La mujer insecto (にっぽん昆虫記 Nippon konchūki?) es una película dramática japonesa de 1963 dirigida por Shōhei Imamura. Participó en el Festival Internacional de Cine de Berlín de 1964, donde Sachiko Hidari ganó el Oso de Plata a la Mejor Actriz. También fue galardonada con numerosos premios nacionales de cine.

## Sinopsis
La película sigue a Tome, una joven nacida en una familia rural de clase baja en la región de Tōhoku en 1918, quien, tras una larga serie de contratiempos, alcanza el estatus de madame en la posguerra. Al ser condenada a prisión, su hija Nobuko se convierte en la amante de su patrón, pero posteriormente le roba el dinero para usarlo en la creación de una comuna agrícola.

## Elenco
- Sachiko Hidari como Tome Matsuki
- Jitsuko Yoshimura como Nobuko
- Emiko Aizawa como Rui
- Masumi Harukawa como Midori
- Emiko Higashi como Kane
- Daizaburo Hirata como Kamibayashi
- Seizaburo Kawazu como Karasawa
- Teruko Kishi como Rin
- Tanie Kitabayashi como Señora
- Kazuo Kitamura como Chuji
- Asao Koike como Sawakichi
- Masakazu Kuwayama como el amante de Owagawa En
- Hiroyuki Nagato como Matsunami
- Shoichi Ozawa como Ken
- Sumie Sasaki como En
- Taiji Tonoyama como el capataz
- Shigeru Tsuyuguchi como Honda

## Producción
En una entrevista de 1977, el director Imamura explicó que había elegido a Hidari para el papel debido a su vitalidad y energía, que le habían impresionado en la película El hijo de la criada (Jochukko, 1955). Sin embargo, según Hidari, ella e Imamura discrepaban profundamente sobre la forma en que debía interpretar a su personaje, y lo llamaban «chovinista» en retrospectiva por intimidar a la entonces embarazada actriz, por ejemplo, al insistir en múltiples repeticiones en escenas delicadas.

## Estreno y recepción
La mujer insecto se estrenó en Japón el 16 de noviembre de 1963, ganando $ 500 000 en apenas cuatro semanas. Fue relanzado con Getsuyōbi no Yuka en febrero de 1964, recaudando una cantidad similar.
La revista Variety declaró que el filme era «una película para adultos potente, indiscutible para cualquier país» y elogió el trabajo de cámara de Masahisa Himeda y las actuaciones de Sachiko Hidari, Kazuo Kitamura y Jitsuko Yoshimura. La reseña señaló que la película se desarrolla a lo largo de 45 años con una técnica episódica que «provoca conscientemente la alienación del espectador»».
Imamura vincula la historia de Tome con la del país donde vive, incorporando imágenes de archivo de momentos importantes de la historia japonesa. Enrique Seknadje escribe al respecto: «Imamura combina (...) según la expresión habitual, la pequeña y la gran historia, y muestra sus interacciones. Evoca la influencia en Tome de acontecimientos que la trascienden. Describe cómo sirve a su patria a su manera y a su propio nivel. Pero también muestra a una mujer que capea las adversidades sin estar necesariamente siempre interesada en lo que la rodea, sin involucrarse más allá de lo que le concierne directa y personalmente. Las asociaciones que establece Imamura deben convencernos de que, de hecho, es también el retrato de Japón el que el cineasta está creando a través del retrato que pinta de Tome, y no solo el retrato de Tome, residente en Japón».

## Premios
La película ganó catorce premios en Japón, incluido el premio Blue Ribbon a la mejor película y el premio Kinema Junpo a la mejor película del año.